# Haus des zweiten Direktors
Das Haus des zweiten Direktors (englisch Second Director’s House) ist ein historisches Wohnhaus in Tsumeb in der Region Oshikoto in Namibia. Es ist seit dem 15. Februar 1990 ein Nationales Denkmal.
Das große, 1912 errichtete Haus liegt in einer parkähnliche Anlage mit Schwimmbad. Es verfügt über einen weithin sichtbaren quadratischen Turm. Im Inneren sind zahlreiche Originalmöbel zu sehen.